# Vzpomínka na Titány
Vzpomínka na Titány (v anglickém originále Remember the Titans) je americký dramatický film z roku 2000. Režisérem filmu je Boaz Yakin. Hlavní role ve filmu ztvárnili Denzel Washington, Will Patton, Wood Harris, Ryan Hurst a Donald Faison.

## Obsazení
| Denzel Washington | Herman Boone    |
| Will Patton       | Bill Yoast      |
| Wood Harris       | Julius Campbell |
| Ryan Hurst        | Gerry Bertier   |
| Donald Faison     | Petey Jones     |
| Ethan Suplee      | Louie Lastik    |
| Kip Pardue        | Ronnie Bass     |
| Craig Kirkwood    | Jerry Harris    |
| Ryan Gosling      | Alan Bosley     |